# Cuphea salicifolia
Cuphea salicifolia är en fackelblomsväxtart som beskrevs av Adelbert von Chamisso och Schltdl.. Cuphea salicifolia ingår i släktet blossblommor, och familjen fackelblomsväxter. Inga underarter finns listade i Catalogue of Life.